# Сергієвка
Сергі́євка (каз. Сергеев) — місто, центр району Шал-акина Північноказахстанської області Казахстану. Адміністративний центр та єдиний населений пункт Сергієвської міської адміністрації.

## Історія
Населені пункти, засновані 1900 року.
21 травня 1969 року село Сергієвка отримало статус міста районного підпорядкування.

## Населення
Населення — 8132 особи (2021; 7661 у 2009, 9470 у 1999, 12989 у 1989).